# Mysterious Eyes
«Mysterious Eyes» es el sencillo debut major de la banda japonesa GARNET CROW.

## Detalles
Fue lanzado al mercado el día 29 de marzo del año 2000; el primer lanzamiento tras obtener su contrato con el sello disquero Giza Studio.
A pesar de que fue lanzado de forma consecutiva el mismo día que "Kimi no Uchi ni Tsuku Made Zutto Hashitte Yuku", éste es considerado como el sencillo debut de la banda, destacándolo incluso en el mismo OBI que lo marca como debut single, y al otro como 2nd single. Este tema no fue incluido en el primer álbum indie de la banda, no así como "Kimi no Uchi ni Tsuku Made Zutto Hashitte Yuku", que si estuvo presente en ese disco.
La canción fue escogida para ser uno de los temas de entrada -u opening theme- de la serie japonesa Detective Conan, que es uno de los animes que gozan de mayor popularidad y mayor número de fieles fanáticos en ese país, lo que ayudó a que la canción se hiciera medianamente conocida y llevara el nombre de GARNET CROW a un nivel algo más masivo. Finalmente el sencillo debutó la semana de su lanzamiento en el puesto n.º 20 de las listas de Oricon, vendiendo finalmente poco más de 60 mil copias. La canción fue el primer y único opening que GARNET CROW prestó para el Detective Conan por más de siete años, hasta que en el 2007 su sencillo "Namida no Yesterday" fue escogido como el segundo opening que el grupo les facilita.

## Canciones
1. «Mysterious Eyes»
2. «Timing»
3. «Mysterious Eyes» ～instrumental～

- Datos: Q910700